# Operclipygus novateutoniae
Operclipygus novateutoniae (лат.) — вид мелких жуков-карапузиков из подсемейства Histerinae, (Exosternini). Южная Америка (Бразилия, Санта-Катарина, Nova Teutonia). Ассоциированы с муравьями рода Acromyrmex. Вид назван по месту обнаружения типового материала, собранному в 1951, 1953 и 1959 годах немецким коллекционером Фрицем Плауманном (Fritz Plaumann, 1902—1994), который жил в Новой Тевтонии (штат Санта-Катарина)..

## Описание
Длина 1,59—1,87 мм, ширина 1,22—1,44 мм. Цвет красновато-коричневый. От близких видов отличается следующими признаками: четвёртая дорсальная полоса укороченная; задние концы простернальных килевидных полос объединены; передняя половина эпистома выпуклая; латеральная субмаргинальная пронотальная полоса полная. Вид был впервые описан в 2013 году энтомологами Майклом Катерино (Michael S. Caterino) и Алексеем Тищечкиным (Santa Barbara Museum of Natural History, Санта-Барбара, США). Вид O. novateutoniae был отнесён к группе видов Operclipygus hospes, близок к видам Operclipygus subterraneus и Operclipygus curtistrius.